# Ebro (Flórida)
Ebro é uma vila localizada no estado americano da Flórida, no condado de Washington. Foi incorporada em 1967.

## Geografia
De acordo com o United States Census Bureau, a vila tem uma área de 13,1 km², onde 12,9 km² estão cobertos por terra e 0,3 km² por água.

### Localidades na vizinhança
O diagrama seguinte representa as localidades num raio de 32 km ao redor de Ebro.

## Demografia
Segundo o censo nacional de 2010, a sua população é de 270 habitantes e sua densidade populacional é de 21 hab/km². É a localidade menos populosa do condado de Washington. Possui 127 residências, que resulta em uma densidade de 10 residências/km².